# Mokku of the Oak Tree
Mokku of the Oak Tree (яп. 樫の木モック Kashi no Ki Mokku, «Мокку из дубового дерева») — аниме-сериал производства Tatsunoko Production, 52 серии которого впервые транслировались по телеканалу Fuji Television в 1972 году. Создан по мотивам сказки «Приключения Пиноккио» итальянского писателя Карло Коллоди.

## Сюжет
Главным героем истории является Мокку, чрезвычайно доверчивая и наивная деревянная игрушка, оживлённая голубой феей. У него есть множество недостатков, которые необходимо преодолеть, прежде чем Мокку будет позволено стать человеком.
В отличие от другой японской экранизации, выпущенной спустя четыре года, эта хотя и не следует близко тексту оригинальной сказки, но сохраняет её мрачный тон. Подобно оригинальному Пиноккио Мокку в большинстве серий становится жертвой своей наивности и доверчивости, подвергаясь разного рода психологическому и физическому насилию, но в то же время и он сам демонстрирует множество скверных черт (трусость, эгоизм, непослушание и т.д.), которые по ходу развития сюжета ему удаётся искоренять в себе. Например, в одной из серий Мокку пытается убить живого мальчика-сверстника, думая, что его сердце сделает его наконец настоящим мальчиком.

## Персонажи
Мокку (яп. モック) — главный герой. В число его недостатков входят эгоизм, грубость, лень, упрямство, излишняя доверчивость, глупость, непослушание, патологическая лживость, высокомерие, жадность, трусость, безрассудство, жестокость, и неспособность учиться на ошибках. Со второй половины сериала он был пойман кукольником. После был объявлен в розыск и был прозван куклой демона. 
Сэйю: Хироко Маруяма
Дедушка (яп. お爺さん) — создатель Мокку. Очень добрый старик и всегда прощал своего внучка. Отправился в путешествия в поисках Мокку, а потом был пойман и сослан на Адский остров, за создание "демонической куклы".  
Сэйю: Минору Яда
Ханагуро (яп. ) — Возможно хорёк или ласка. Всегда вместе с лисом Кен-Кеном.
Сэйю: Дзюмпэй Такигути
Акахиге (яп. ) —  мышонок, который жил у дедушки Мокку. Очень завидовал Мокку с его появления и хотел от него избавится. Со временем стали друзьями.
Сэйю: Кадзуя Татэкабэ
Джина (яп. ) —  девочка-сирота. Изначально её хотели принести в жертву Морскому Лорду, но Мокку спас её и пообещал защищать её.
Сэйю: Кэйко Томотика
Фея (яп. 妖精) —  фея дубового дерева. Подарила жизнь Мокку.
Сэйю: Масако Икэда

## Аниме
Премьера сериала состоялась с 4 января по 26 декабря 1972 года. Производством занималась Tatsunoko Production под руководством режиссёра Сэйтаро Хара по сценарию Дзиндзо Ториуми. За дизайн персонажей отвечал Ёситака Амано, а музыкальное сопровождение написал Нобуёси Косибэ. Показ аниме-сериала состоялся на японском телеканале Fuji TV.

### Локализация
В США аниме вышло под названием Saban’s Adventures of Pinocchio (англ. «Приключения Пиноккио от Saban»), так как дубляж для телевизионного показа в 1992 году осуществляла компания Saban Entertainment. Сериал был показан на HBO также в 1992-м. Аниме-сериал также был локализован во Франции, Италии, Польше, Великобритании, Англии, Ирландии, Бразилии, Канаде, Португалии, России.